# Coprosma moorei
Coprosma moorei är en måreväxtart som beskrevs av Ferdinand von Mueller och Rodway. Coprosma moorei ingår i släktet Coprosma och familjen måreväxter. Inga underarter finns listade i Catalogue of Life.